# Larandopsis
Larandopsis is een geslacht van rechtvleugeligen uit de familie krekels (Gryllidae). De wetenschappelijke naam van dit geslacht is voor het eerst geldig gepubliceerd in 1924 door Lucien Chopard.

## Soorten
Het geslacht Larandopsis omvat de volgende soorten:
- Larandopsis choprai Chopard, 1924
- Larandopsis jharnae Bhowmik, 1981
- Larandopsis newguineae Bhowmik, 1981